# 릭 오버튼

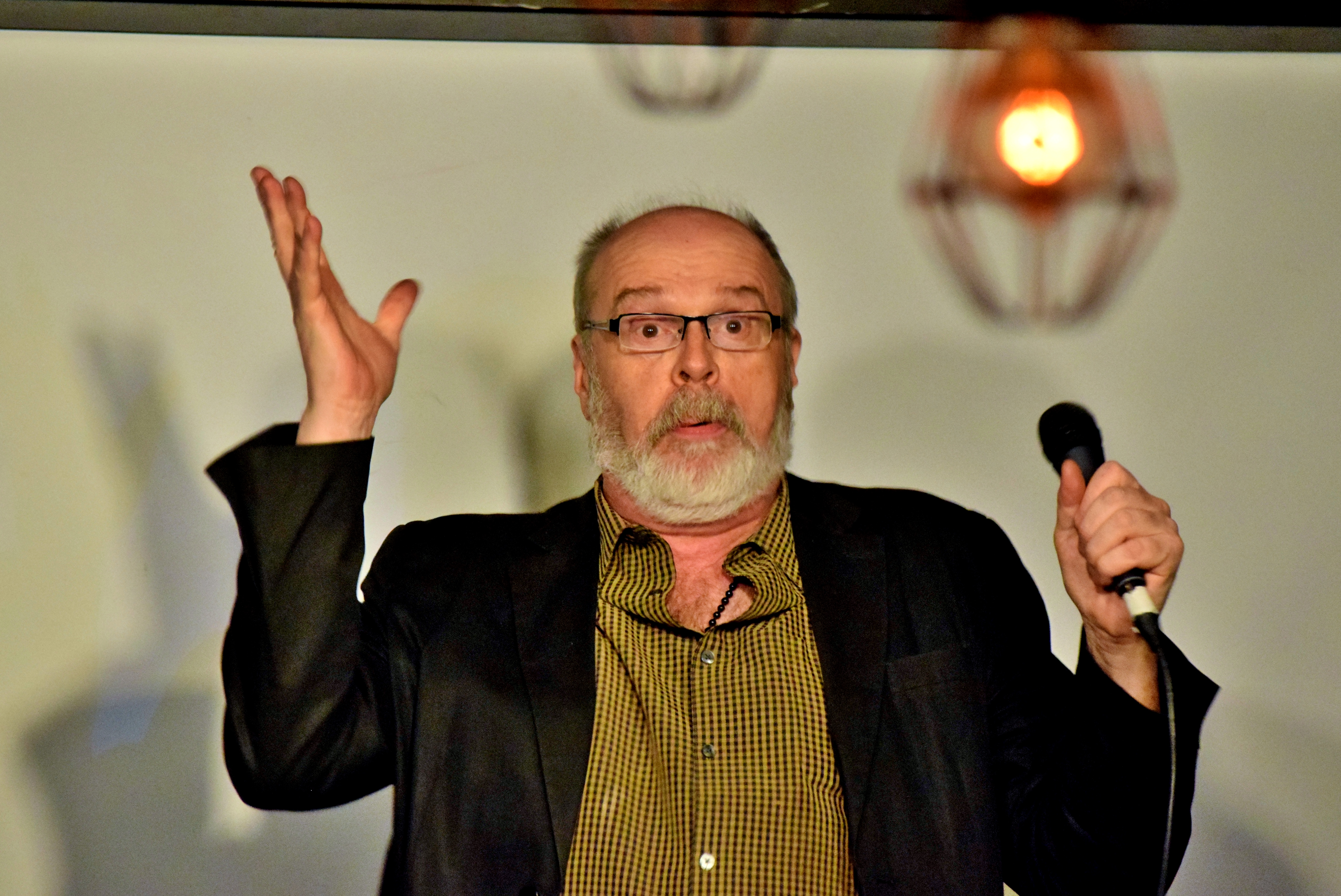

릭 오버턴(Rick Overton, 1954년 8월 10일 ~ )은 미국의 배우, 각본가이다.
포리스트힐스에서 태어났다.

## 출연 작품
- 구스 베이비 (2018년) - 스탠리 목소리 역
- 데이브 미로 만들다: 판타스틱 미로 대탈출 (2017년) - 떠돌이 일꾼 역
- 리썰 시덕션 (2015년)
- 서치 굿 피플 (2014년)
- 헌티드 하우스 2 (2014년)
- 베이비 메이커스 (2012년) - 래스플러 경관 역
- 인사이트 (2011년)
- 디너 게임 (2010년)
- 인포먼트 (2009년) - 테리 윌슨 역
- 호울 트루스 (2009년) - 우리 스탠디노프 역
- 서기 1년 (2009년)
- 원더 우먼 (2009년)
- 클로버필드 (2008년) - 광란의 남자 역
- 애스트로넛 파머 (2007년) - 아놀드 아니 밀란 역
- 플럼 썸머 (2007년)
- 트리퍼(영어판) (2006년)
- 패밀리 플랜 (2005년) - 오웬스 역
- 키프 유어 디스턴스 (2005년)
- 아리스토캣 (2005년)
- 프로스트바이트 (2005년)
- 뻔뻔한 딕 & 제인 (2005년)
- 모토크로스 키즈 (2004년)
- 팻 알버트 (2004년)
- 오프 더 립 (2004년)
- 택시: 더 맥시멈 (2004년)
- 프릭스 (2002년) - 피트 윌리스 역
- 마이 와이프 앤 키즈 (2001년)
- 잭팟(영어판) (2001년)
- 인터셉터 포스 2 (2001년)
- 디얼리 디보티드 (1998년)
- 캘리포니아 여자 (1996년)
- 크루세이더 - 로저경 외계에 가다 (1994년)
- 미세스 다웃파이어 (1993년)
- 사랑의 블랙홀 (1993년) - 랄프 역
- 댓츠 애디쿼트 (1989년)
- 이지 걸 (1989년)
- 마검의 심판자 (1989년)
- 트랙스 (1988년)
- 윌로우 (1988년)
- 백만달러 대소동 (1987년)
- 모던 걸즈 (1986, Modern Girls)
- 겅호 (1986년) - 구기 역
- 비버리 힐스 캅 (1984년)
- 병원광 시대 (1982년)
- 에어플레인 2 (1982년)

### 텔레비전
- 사인필드 (1993)
- 못말리는 번디 가족 (1996)
- 오피스 (2009)